# New Jersey Institute of Technology
Le New Jersey Institute of Technology (ou NJIT) est une université publique située à Newark, dans l'agglomération de New York dans l’État du New Jersey aux États-Unis. L'université créée en 1881 regroupe plus de 10 000 étudiants sur un campus de 19,4 hectares. L'université comprend 27 départements dans lesquels sont enseignés les sciences, les techniques et les sciences humaines. La faculté a délivré 1058 masters et 55 doctorats en 2014. Des recherches sont menées dans le cadre de la faculté en particulier dans l'étude du Soleil (la faculté possède l'Observatoire solaire de Big Bear Lake et l'Owens Valley Solar Array  et des mathématiques appliquées.   